# Эгертон, Джон, 1-й граф Бриджуотер
Джон Эгертон (англ. John Egerton; 1579 — 4 декабря 1649) — английский аристократ, 2-й виконт Брэкли, 2-й барон Элсмир и 1-й граф Бриджуотер с 1617 года, рыцарь Бани. В 1597—1598 и 1601 годах заседал в Палате общин, в 1631—1642 годах занимал пост президента Совета Уэльса и лорда-лейтенанта ряда графств на западе Англии.

## Биография
Джон Эгертон был вторым сыном Томаса Эгертона, 1-го виконта Брэкли, и его первой жены Элизабет Равенскрофт. Он родился в 1579 году. В возрасте 10 лет Джон вместе со старшим братом Томасом поступил в Оксфорд, а после окончания университета был принят в юридическую корпорацию Линкольнс-Инн. В 1597 году Эгертон стал депутатом Палаты общин от города Каллингтон; избрание состоялось благодаря влиянию либо сэра Уильяма Паулета, 3-го маркиза Уинчестера, либо мэра Ричарда Кэрью, действовавшего от имени виконта Брэкли. Джон заседал в парламенте до 1598 года. В 1599 году он был посвящён в рыцари и принял участие в ирландском походе Роберта Деверё, 2-го графа Эссекса, вместе с братом. Томас погиб в бою (август 1599), и в результате Джон стал наследником отца.
От брата Эгертон унаследовал должность в честерском казначействе. В 1601 году он снова заседал в Палате общин — на этот раз как представитель графства Шропшир. В 1602 или 1603 году сэр Джон женился и получил два поместья — Брэкли и Халс в Нортгемптоншире. Новый король Англии Яков I Стюарт сделал его рыцарем Бани (24 июля 1603). После смерти отца в марте 1617 года Джон получил титулы виконта Брэкли и барона Элсмира, а в мае того же года — титул графа Бриджуотера, обещанный королём ещё Эгертону-старшему. Ходили слухи, что герцог Бекингем вымогал у него за это 20 тысяч фунтов. Примерно тогда же Эгертон стал членом Совета Уэльса. 
В 1620 году, благодаря покровительству Эгертона, который прислушался к рекомендации математика Генри Бриггса, должность профессора астрономии в столичном Грешем-колледже получил Эдмунд Гантер — будущий изобретатель счётной линейки (предшественницы логарифмической линейки) и автор терминов косинус, котангенс и косеканс.
С 4 июля 1626 года он заседал в Тайном совете, 20 июня 1631 года был назначен президентом Совета Уэльса с официальной резиденцией в замке Ладлоу. Спустя ещё две недели граф стал лордом-лейтенантом ряда графств на англо-валлийской границе — Вустершира, Херефордшира, Шропшира, Монмутшира. Он впервые приехал в Уэльс осенью 1634 года, и по этому случаю в Ладлоу состоялись большие празднества; в частности, там прошла театральная премьера пьесы Джона Мильтона «Комос», причём в спектакле участвовали дети Эгертона.
Последующие годы граф проводил главным образом в Лондоне, выполняя свои должностные обязанности через доверенных лиц. Современники описывают его как человека слабого здоровьем, осторожного и старавшегося избегать участия в политической борьбе. Сэр Джон оставил свои посты в 1642 году. Он умер 3 декабря 1649 года и был похоронен в Литтл-Гаддесдене (Хартфордшир).

## Семья
Джон Эгертон был женат на Фрэнсис Стэнли, дочери Фердинандо Стэнли, 5-го графа Дерби, и Элис Спенсер, во втором браке — третьей жены его отца. Таким образом, супруга приходилась ему сводной сестрой. В этом браке родились четыре сына и 11 дочерей, в том числе:
- Элизабет (умерла в 1688), жена Дэвида Сесила, 3-го графа Эксетера[11][12];
- Мэри (умерла в 1659), жена Ричарда Герберта, 2-го барона Герберта[6][13];
- Пенелопа, жена сэра Роберта Нейпира, баронета[14][15];
- Арабелла (умерла примерно в 1669), жена Оливера Сент-Джона, 5-го барона Сент-Джона из Блетсо[16][17];
- Фрэнсис (умерла в 1664), жена сэра Джона Хобарта, баронета[18][19];
- Элис (умерла примерно в 1689), жена Ричарда Вогана, 2-го графа Карбери[20][21];
- Кэтрин, жена Уильяма Куртена[5][22];
- Энн (умерла ребёнком)[5][23];
- Сесилия (умерла незамужней)[5][24];
- Магдалена, жена сэра Жерве Катлера[5][25];
- Джеймс (1616—1620), виконт Брэкли[26][27];
- Чарльз (1617—1623), виконт Брэкли[26][28];
- Джон (1623—1686), 2-й граф Бриджуотер[26][4][29].